# TOKYO コントロール

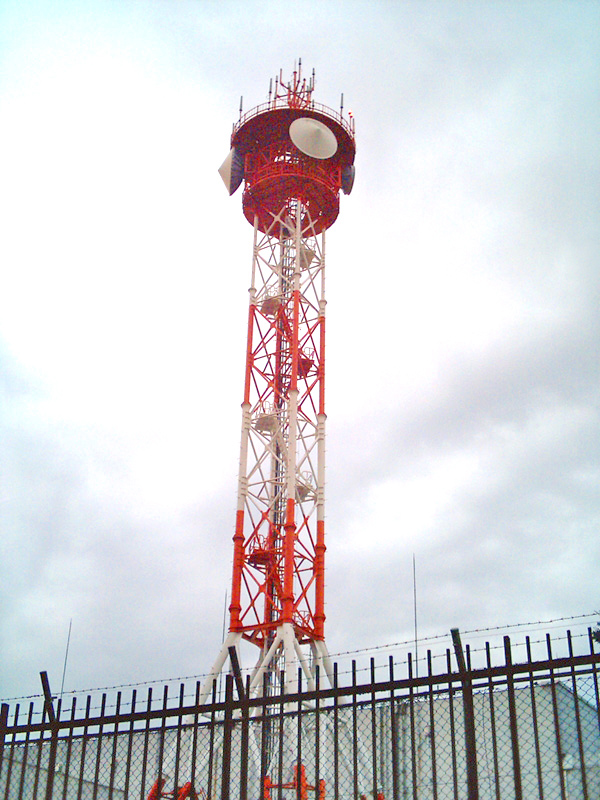
ドラマの舞台となった
東京航空交通管制部

『TOKYO コントロール』（トウキョウコントロール、TOKYO CONTROL）は、フジテレビNEXTで2011年1月19日より隔週で放送された3Dテレビドラマ。全10話。エンルートと呼ばれる航空交通管制をする東京航空交通管制部（以下、東京ACC）を舞台にしたドラマ。

## 概要
ドラマは世界初の3D連続ドラマとなる。撮影はSONYの協力により100%3Dカメラで撮影されている。撮影に先駆け、プロデューサー、監督、カメラマンは、ロサンゼルスにある『アバター』の3D制作チームから指導を受けた。この指導から、3Dに適した脚本作りを行い、十分な準備期間を経て撮影に入った。
2D放送の視聴者が多い事に配慮して、製作陣は3D版と2D版の2種類を制作し放送している。
番組の前には航空管制に関わるミニ番組『FLY! FLY! FLY! Tokyo Control』、番組後には、航空業界に関連のある場所を巡る『FLY! FLY! FLY!紀行』がOAされている。
2012年から、フジテレビ系列の地上波各局でも、帯ドラマ枠などで順次放送が開始されている。
2012年10月14日より、本作の2年後を描いた続編『TOKYOエアポート〜東京空港管制保安部〜』が、フジテレビ「ドラマチック・サンデー」枠で地上波放送され、本作の出演者の一部が東京ACCから羽田空港管制保安部への異動など、何らかの形で引き続き出演している。

## ストーリー
日本上空を飛ぶ多くの航空機は、パイロットが勝手に飛ばしているのではなく、航空管制官が各航空機に指示を与えて飛ばしている。航空管制官というと、空港にある管制塔をイメージする人が多いが、空港管制は空港に発着する航空機を管理しているだけで、空港間はエンルート管制という管制チームが管理している。ACCは、日本に4つあり（札幌ACC、東京ACC、福岡ACC、那覇ACC）最も多くの航空機を扱うのが埼玉県所沢市にある東京航空交通管制部、通称東京コントロールである。
このドラマは、TOKYOコントロールで働く管制官達を描いたドラマである。
鈴木真紀（川原亜矢子）は、カナダコントロールで研修を受け、ヒューマン・ファクターの知識がある中堅管制官。彼女が担当するセクターにひとりの新人管制官・山田（川村陽介）がやってくる。山田の教官は木下（伊藤高史）。チームには厳しい上官の結城（時任三郎）がいた。
関東を担当するこのチームには日本で最も過密な空を管轄するだけあり、次々と事件や事故が起こる。その問題を、個性あふれる管制官達が解決していくのだった。

## キャスト

### 東京ACC 管制官
鈴木 真紀〈36〉
演 - 川原亜矢子
主任管制官・訓練監督者・SI。
カナダ国際民間航空機関（ICAO）での留学から半年経つ管制官。
交通量の多い関東南と三河のセクターを主に担当。訓練教官として後進の育成にも注力する。
結城 昇〈46〉
演 - 時任三郎
主幹管制官・YU。
数多くの空港とACCを歴任し、東京ACCへ赴任。主幹として統括席でチームを支えるリーダー。管制官の労働環境改善というテーマを掲げている。
一方で妻が他界して以降、高校生になる一人娘を一人で育てた苦労人でもある。いつも甘いものを食べている。
斎藤 君恵〈45〉
演 - 清水美沙
主幹管制官・KE
大学時代に乗ったユナイテッド航空の機内オーディオサービスで聞いた交信がきっかけで管制官になる。
山形空港から5年前に赴任し、同期入省の結城と共にチームを支える。一方、福岡ATMCへの異動の希望を出している。
中島 ハル〈27〉
演 - 野波麻帆
管制官・HR。
3年目の若手。気象予報士の資格も持ち、雲の動きに敏感に反応する。チームのムードメーカーの一人。
原 光司〈39〉
演 - 音尾琢真
主任管制官・ET
間近でUFOが見られると思い込んで管制官になった変わり種。今でも専門誌で連載を持つ映画オタク。
川元 鳴海〈25〉
演 - 近野成美
管制官・JN。
大阪府出身。2年目ながら高いセンスを持つ。真紀に強い憧れを抱いている。
山田 誠〈24〉
演 - 川村陽介
訓練生・MO。
父親はかつて東京ACCで働いていた。その父親を目指し自身も同じ職に就く。結城からは太郎と呼ばれている。
太田 恵一〈49〉
演 - 神田瀧夢
主幹管制官・KI
NASA（アメリカ航空宇宙局）出身という異色の経歴の持ち主。
下柳 哲司〈38〉
演 - 阪田マサノブ
主任管制官・TW。
福岡ACC・ATMCのある福岡県福岡市雁ノ巣出身。高校時代は甲子園にも出場した事のある豪腕ピッチャー。
敷島 貴志〈31〉
演 - 野間口徹
管制官・CF。
5年目になる管制官。新千歳・仙台・岡山・福岡・長崎の空港を歴任し、所沢へ。
コーヒーの知識に精通しており、東京ACCにコーヒークラブまで作っている。英語に独特のクセがある為、パイロットに伝わりづらいのが欠点。最終話でコーヒーが飲めないことが、中島ハルにより暴露される。
木下 数馬〈34〉
演 - 伊藤高史
訓練教官・ZQ
航空一家に育つ管制官。訓練教官を任される程の高い知識と技術を持つ。真紀のことを常に気にかけているが全く相手にされていない。
松本 武〈28〉
演 - 須加尾由二
管制官・MA。
5年目。敷島の同期。地方空港から所沢に赴任。プレッシャーに弱いタイプ。
矢野 元治〈47〉
演 - 梶原善
主幹管制官・GE。
エンルートだけでなく飛行場管制も数多くの経験を持つベテラン。結城とは札幌、太田とは福岡で共に働いていた仲である。
将棋の趣味が高じて管制を将棋に例える事ができる。
植草 由美〈36〉
演 - 東風万智子
管制官。
元々東京ACCで働いていたが、7年前起こしたヒューマンエラーによるトラブルがきっかけで長期休職。その間に同期の氷室と結婚。
7年に及ぶリハビリが功を奏し、福岡ATMCに異動する斎藤の後任として東京ACCに復帰する。
下柳 成美〈35〉
演 - 奥田恵梨華
主任管制官で下柳の妻。夫とは別のチーム。二人の息子の教育方針を巡り、夫と対立している。
田辺 明〈55〉
演 - 螢雪次朗
東京ACC先任。
各地の空港やACCを歴任。現在は事務方として所沢に勤務。しばしば結城と対立しているが、GPSに頼らない一昔前の管制方式を知る人物。
横峰 雄二
演 - 田村健太郎
蒼井 翔子
演 - 安部沙織
黒川 友美
演 - 宮前希依
田中 翔
演 - 入江賢
平田 沙弥
演 - 大竹奈緒子

### 東京ACC管制技術官
横山 博〈59〉
演 - 小野武彦
定年間近の航空管制技術官。転勤回数30回。
日本の航空管制が始まってからのあらゆる出来事を経験。座右の銘は“迅速果断”。
高橋 広大〈20〉
演 - 木咲直人
山田の同期でもある新人で、横山の最後の愛弟子。
元々コンピュータおたくだった為、コンピュータ技術とプログラミングに精通。自称「善良なハッカー」。

### 国土交通省
氷室 一生〈46〉
演 - 別所哲也
国土交通省航空局勤務。
かつては東京ACCに勤務していたが、7年前の植草の事件で先輩でもある結城と対立。その直後に本省に異動し事務方になる。

### 全日空パイロット
江口〈36〉
演 - 丸山智己
ボーイング747-400副操縦士。
真紀が搭乗訓練で搭乗したANA241便の副操縦士。
木村〈52〉
演 - 杉本哲太
ボーイング747-400機長。

### その他
太田 菜々美〈25〉
演 - 吹石一恵
太田の娘。

## スタッフ
- 脚本：宇田学
- 監督：成田岳
- 音楽：ティム・ウィン
- 航空システム：株式会社 航空システム技研
- 技術協力：ソニーPCL、バスク
- スタジオ：東宝スタジオ
- 企画：小牧次郎、羽鳥健一
- プロデューサー：関口大輔
- 製作者：大多亮
- 製作協力：FILM
- 製作著作：フジテレビ

## モチーフ
1話完結で、各話でモチーフとなった事例がある。
- EPISODE 1　日本上空の安全を確保せよ!（英語タイトル：Air Traffic Controller）
  - モチーフ：火山噴火に伴う欧州飛行規制（2010年アイスランド）・ブリティッシュ・エアウェイズ9便エンジン故障事故（1982年6月24日インドネシア）
- EPISODE 2　弾道ミサイル飛来!（英語タイトル：Non-Rader Control）
  - モチーフ：アメリカ海軍の電子攻撃機EA-6が発する妨害電波によりレーダー機能が失われるインシデント・北朝鮮からのミサイル発射事件（2006年7月5日）
- EPISODE 3　搭乗訓練（英語タイトル：Training on Airplane）
  - モチーフ：実際に管制官が行っている民間航空機搭乗訓練
- EPISODE 4　政府専用機消失
  - モチーフ：ポーランド空軍Tu-154墜落事故（2010年4月10日・ロシア・スモレンスク州）EPISODE5に続く
- EPISODE 5　犯人はこの中にいる!
  - モチーフ："ロサンゼルス空港システムダウン事件"（2007年8月13日・アメリカ・カリフォルニア州）
- EPISODE 6　引退の日
  - モチーフ：実際の管制官たちの日常
- EPISODE 7　人間が犯すミス
  - モチーフ：日本航空機駿河湾上空ニアミス事故（2001年1月31日）
- EPISODE 8　復活の日
  - モチーフ：日々起こる、急病人発生による緊急着陸
- EPISODE 9　おきてはいけない事件
  - モチーフ：アメリカ同時多発テロ事件（2001年9月11日・アメリカ・ニューヨーク州）
- EPISODE 10　人の絆

## 放送局
地上波ネット局のうちの一部（特に2012年10月クールに放送した局）は「TOKYOエアポート〜東京空港管制保安部〜」の宣伝としてネットしている局もある。
| 放送地域   | 放送局             | 系列                                                        | 放送期間                  | 放送時間                                                                      | 備考                   |
| ---------- | ------------------ | ----------------------------------------------------------- | ------------------------- | ----------------------------------------------------------------------------- | ---------------------- |
| 日本全域   | フジテレビNEXT     | フジテレビ系列 CSデジタル放送                               | 2011年1月19日 - 5月25日   | 水曜 22時00分 - 22時54分                                                      | 制作局 第1話のみ無料   |
| 佐賀県     | サガテレビ         | フジテレビ系列                                              | 2012年1月4日 - 1月18日    | 月-水曜 15時57分 - 16時53分 木・金曜 16時00分 - 16時53分                      |                        |
| 大分県     | テレビ大分         | クロスネット局 フジテレビ系列 日本テレビ系列                | 2012年1月10日 - 2月9日    | 水・木曜 24時29分 - 25時24分                                                  |                        |
| 宮崎県     | テレビ宮崎         | クロスネット局 フジテレビ系列 日本テレビ系列 テレビ朝日系列 | 2012年1月10日 - 1月26日   | 月-金曜 15時58分 - 16時53分                                                   |                        |
| 高知県     | 高知さんさんテレビ | フジテレビ系列                                              | 2012年1月15日 - 3月18日   | 日曜 24時25分 - 25時20分                                                      |                        |
| 新潟県     | 新潟総合テレビ     | フジテレビ系列                                              | 2012年1月23日 - 3月26日   | 月曜 25時05分 - 26時00分                                                      |                        |
| 福島県     | 福島テレビ         | フジテレビ系列                                              | 2012年1月25日 - 2月7日    | 月-金曜 16時00分 - 16時53分                                                   |                        |
| 秋田県     | 秋田テレビ         | フジテレビ系列                                              | 2012年2月1日 - 2月16日    | 月-金曜 15時30分 - 16時23分                                                   | テレビ傑作シリーズ枠   |
| 宮城県     | 仙台放送           | フジテレビ系列                                              | 2012年2月2日 - 4月5日     | 木曜 24時45分 - 25時40分                                                      |                        |
| 中京広域圏 | 東海テレビ         | フジテレビ系列                                              | 2012年2月17日 - 2月23日   | 昼 14時05分 - 16時00分                                                        | 昼プレ                 |
| 福岡県     | テレビ西日本       | フジテレビ系列                                              | 2012年2月20日 - 3月2日    | 月-金曜 16時00分 - 16時53分                                                   |                        |
| 富山県     | 富山テレビ         | フジテレビ系列                                              | 2012年3月19日 - 3月27日   | 月-金曜 14時40分 - 16時25分                                                   | すてーじA枠            |
| 鹿児島県   | 鹿児島テレビ       | フジテレビ系列                                              | 2012年3月21日 - 3月31日   | 月-金曜 16時00分 - 16時53分                                                   |                        |
| 長野県     | 長野放送           | フジテレビ系列                                              | 2012年3月26日 - 4月9日    | 月-金曜 16時00分 - 16時53分                                                   | ドラマヒットシリーズ枠 |
| 広島県     | テレビ新広島       | フジテレビ系列                                              | 2012年4月7日 - 5月5日     | 土曜 25時35分 - 27時25分                                                      | 2話連続                |
| 岩手県     | 岩手めんこいテレビ | フジテレビ系列                                              | 2012年4月23日 - 5月4日    | 月-金曜 14時58分 - 15時53分                                                   | ドラマくりっぷ枠       |
| 静岡県     | テレビ静岡         | フジテレビ系列                                              | 2012年10月8日 - 10月19日  | 月-金曜 15時52分 - 16時50分                                                   | イブニングスペシャル枠 |
| 山形県     | さくらんぼテレビ   | フジテレビ系列                                              | 2012年12月24日 - 12月28日 | 月曜 15時55分 - 16時50分 火-木曜 16時00分 - 17時45分 金曜 14時58分 - 17時45分 | SAY年末スペシャル      |